# Premio Demetrio Ribes
El Premio Demetrio Ribes es un galardón impulsado por la Generalidad Valenciana junto con la Universidad de Valencia, a través de su Vicerrectorado de Innovación y Transferencia, que se otorga en la ciudad española de Valencia.
Fue creado en el año 2004 y busca premiar el mejor trabajo de investigación de entre profesionales de distintos campos de la historia de la ingeniería y la arquitectura. Su periodicidad es anual y desde su constitución, se han entregado en doce ocasiones, con estudios procedentes de campos tales como la arquitectura, el urbanismo, las obras públicas o la ingeniería industrial, entre otros, y abierto a aspirantes de todo el mundo. El premio cuenta con una dotación económica que ha ido variando en función de la convocatoria.

## Premiados
- 2004: Carmen Sanchis Deusa y Juan Piqueras Haba
- 2005: Josep Vicent Boira Maiques
- 2006: Antonio Doménech Carbó
- 2007: Daniel Crespo Delgado[3]
- 2008: Luis Arciniega García
- 2009: Daniel Muñoz Navarro y Sergio Urzainqui Sánchez
- 2010: Marc Ferri Ramírez
- 2011: Juan Vicente García Marsilla y Teresa Izquierdo Aranda
- 2012: Vanesa Cámara Boluda y Rafael Bau Izquierdo
- 2014: Alfonso Luján Díaz
- 2015: César Jiménez Alcañiz
- 2017: Lourdes Boix Macías